# Последното убежище
„Последното убежище“ (на английски: Sanctum) е екшън трилър филм от 2011 г. на режисьора Алистър Гриерсон по сценарий на Джон Гарвин и Андрю Уайт. Във филма участват Ричард Роксбърг, Рис Уейкфийлд, Алис Паркинсън, Даниел Уайли и Йоан Грифит. Уайт също продуцира филма, докато Джеймс Камерън е изпълнителен продуцент.
Филмът е пуснат в Съединените щати на 4 февруари 2011 г. от „Юнивърсъл Пикчърс“ със смесени отзиви от критиците и печели над 108 млн. щ.д. с бюджет от 30 млн. щ.д. Номиниран е за награда AACTA за най-добри визуални ефекти. По-късно е пуснат на 7 юни 2011 г. на DVD, Blu-ray и Blu-ray 3D от „Юнивърсъл Студиос Хоум Ентъртейнмънт“.